# Championnats de France d'athlétisme en salle 1993
Navigation
Édition précédente Édition suivante
Les Championnats de France d'athlétisme en salle 1993 ont eu lieu les 27 et 28 février 1993 à Liévin. 

## Palmarès
| Discipline       | Hommes               | Hommes         | Femmes                     | Femmes         |
| ---------------- | -------------------- | -------------- | -------------------------- | -------------- |
| 60 m             | Olivier Théophile    | 6 s 68         | Patricia Girard            | 7 s 23         |
| 200 m            | Stéphane Diagana     | 21 s 06        | Maguy Nestoret             | 23 s 71        |
| 400 m            | Olivier Noirot       | 47 s 10        | Marie-Louise Bévis         | 52 s 85        |
| 800 m            | Frédéric Sillé       | 1 min 50 s 36  | Catherine Bailleul         | 2 min 5 s 65   |
| 1 500 m          | Mickaël Damian       | 3 min 44 s 97  | Véronique Pongérard        | 4 min 19 s 22  |
| 3 000 m          | Éric Dubus           | 8 min 2 s 63   | Laurence Vivier            | 9 min 16 s 15  |
| 60 m haies       | Dan Philibert        | 7 s 67         | Patricia Girard            | 8 s 02         |
| Saut en hauteur  | Jean-Charles Gicquel | 2,22 m         | Sandrine Fricot            | 1,89 m         |
| Saut à la perche | Jean Galfione        | 5,80 m         | -                          | -              |
| Saut en longueur | Dany Dhaneus         | 7,78 m         | Sylvie Borda               | 6,36 m         |
| Triple saut      | Serge Hélan          | 16,72 m        | Sylvie Borda               | 13,62 m        |
| Lancer du poids  | Luc Viudès           | 18,13 m        | Fabienne Locuty            | 15,93 m        |
| 3 000 m marche   | -                    | -              | Anne-Catherine Berthonnaud | 13 min 28 s 80 |
| 5 000 m marche   | Jean-Claude Corre    | 18 min 51 s 15 | -                          | -              |